# Busby, Skottland
Busby är en ort i Storbritannien.   Den ligger i kommunen East Renfrewshire och riksdelen Skottland, i den centrala delen av landet, 500 km nordväst om huvudstaden London. Busby ligger 97 meter över havet och antalet invånare är 1 654.
Terrängen runt Busby är platt åt nordost, men åt sydväst är den kuperad. Terrängen runt Busby sluttar norrut. Runt Busby är det tätbefolkat, med 308 invånare per kvadratkilometer. Närmaste större samhälle är Glasgow, 9,5 km norr om Busby. Trakten runt Busby består i huvudsak av gräsmarker.